# 孔代西亚
孔代西亚（法語：Condeissiat，法語發音：[kɔ̃dɛsja]）是法国东部安省的一个市镇，属于布雷斯地区布尔格区。

## 地理
孔代西亚（46°9'30"N, 5°4'48"E）面积21.64 平方千米，位于法国奥弗涅-罗讷-阿尔卑斯大区安省，该省份为法国东部省份，北起汝拉省，西北接索恩-卢瓦尔省，西接罗讷省和里昂大都会，南至伊泽尔省，东与萨瓦省、上萨瓦省和瑞士接壤。
与孔代西亚接壤的市镇（或旧市镇、城区）包括：沙诺沙特奈、沙韦里亚、蒙拉科勒、讷维尔莱达姆、罗芒、圣安德烈勒布舒、维厄容河畔圣安德烈。

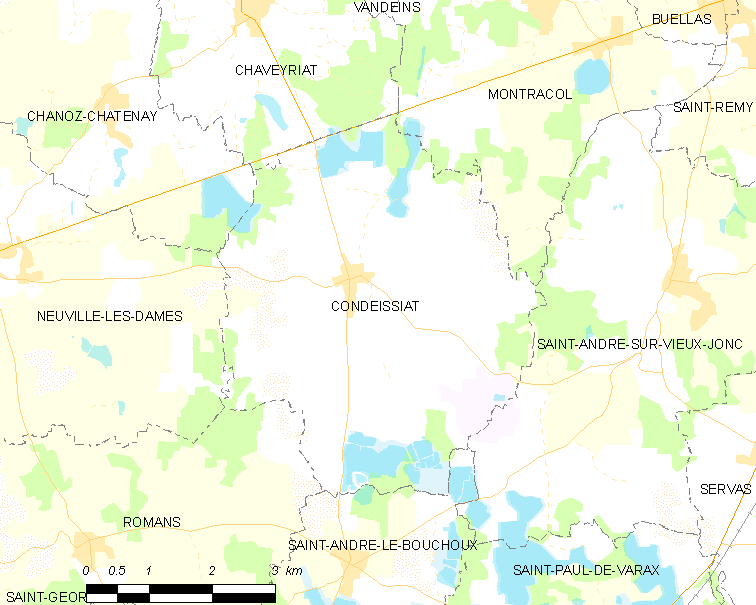
孔代西亚的OSM定位图

孔代西亚的时区为UTC+01:00、UTC+02:00（夏令时）。

## 行政
孔代西亚的邮政编码为01400，INSEE市镇编码为01113。

## 政治
孔代西亚所属的省级选区为沙拉罗讷河畔沙蒂永县。

## 人口

1962-2008年间孔代西亚人口变化图示

孔代西亚于2022年1月1日时的人口数量为815人。